# قلعه‌لو (کلیبر)
قلعه‌لو (به ترکی آذربایجانی: قالالی) یکی از روستاهای استان آذربایجان شرقی است که در دهستان مولان بخش مرکزی شهرستان کلیبر واقع شده‌است.